# Jorge Montesi
Jorge Montesi (* 30. November 1948 in Puente Alto, Chile) ist ein chilenisch-kanadischer Regisseur, Kameramann und Schauspieler. Bekannt wurde er durch seine Arbeit an Fernsehfilmen und -serien in den Genres Thriller, Mystery und Science-Fiction.

## Biografie
Montesi begann seine Karriere in Kanada zunächst als Kameramann, bevor er in den 1980er-Jahren auch als Regisseur tätig wurde. Er führte bei zahlreichen Fernsehproduktionen Regie, unter anderem bei Serien wie Outer Limits, Andromeda und Nachtstreife. Sein diesbezügliches Schaffen umfasst mehr als 70 Produktionen. Auch als Schauspieler übernahm er kleinere Rollen in TV-Produktionen.

## Filmografie (Auswahl)
Regie
- 1984: Sentimental Reasons
- 1995–1989: Nachtstreife
- 1986: Ein raffinierter Coup
- 1986: Engel der Rache
- 1990: Captain Power: The Beginning
- 1991: Omen IV: Das Erwachen
- 1992–1995: Catwalk – Eine Band will nach oben
- 1993: Schicksal einer Leihmutter
- 1993: Du lügst
- 1995: Schreckensflug der Boeing 767
- 1995: Bloodknot – Skrupellose Abrechnung
- 1995: Die Nacht, in der sie uns besuchen
- 1995: Deadly Love
- 1996: Deadly Web – Terror im Internet
- 1996: Amoklauf aus Eifersucht
- 1996: Nachts kam die Angst
- 1997: Die Modemafia
- 1997: Reise in die Zeitlosigkeit
- 1997: Auf der Jagd nach dem Schatz von Dos Santos
- 2000–2004 Andromeda
- 2001: Turbulence 3
- 2002: Outside the Law
- 2006: Last Chance Cafe
- 2007: Blood and Diamonds[4]

## Auszeichnungen
Jorge Montesi wurde dreimal für den Gemini Award nominiert:
- 1988: „Best Direction in a Dramatic or Comedy Series“ für Nachtstreife[5]
- 1994: „Best Direction in a Dramatic Program or Mini-Series“ für Cat Walk – Eine Band will nach oben
- 1994: „Best Direction in a Dramatic Program or Mini-Series“ für Du lügst[6]